# Pyrrosia similis
Pyrrosia similis är en stensöteväxtart som beskrevs av Ren-Chang Ching. Pyrrosia similis ingår i släktet Pyrrosia och familjen Polypodiaceae. Inga underarter finns listade.